# Dia Mundial da Justiça Social
O Dia Mundial da Justiça Social é comemorado no dia 20 de Fevereiro e foi proclamado pela ONU. Ao fazê-lo as Nações Unidas reconhecem que a paz e a segurança entre Estados, só pode ser alcançada através da justiça social e do desenvolvimento.  

## História
O Dia Mundial da Justiça Social, foi implementado pela Assembleia Geral das Nações Unidas, no dia 26 de Novembro de 2007, após a assinatura da Resolução 62/10. 
No ano seguinte, a Declaração da Organização Internacional do Trabalho sobre Justiça Social para uma Globalização mais Justa, foi adoptada pela Organização Internacional do Trabalho (OIT). 

## Objectivos
Com a implementação desta efeméride, a ONU, reconheceu que necessário promover a justiça social através de políticas e acções que deem resposta a questões como a pobreza, o desemprego, a desigualdade, os direitos humanos, a exclusão social e que desenvolvam mecanismos de segurança social.  